# 간베촌 (에히메현 니이군)
간베촌(神戸村)은 에히메현 니이군에 설치되었던 촌이다. 현재의 사이조시에 해당한다.